# Quinta ofensiva de Alepo
El 16 de octubre de 2015 y tras casi un año de inactividad en la zona, el Ejército Árabe Sirio inició una ofensiva a gran escala en la zona sur de Alepo. El objetivo principal de la operación era el de asegurar las Montañas Azzan, creando así varias zonas colchón a lo largo de la ruta que conduce a la capital provincial. En segundo lugar, según se ha dicho, se intentaba crear las condiciones idóneas para una próxima ofensiva dentro de la ciudad para sitiar a los rebeldes dentro de la misma y, a la vez, romper el cerco en Nubl y Al-Zahraa, al noroeste de la ciudad. Se reportó que el general Qasem Soleimani dirigió personalmente a las tropas en las operaciones al sur de la ciudad, áreas en que gran cantidad de localidades fueron recapturadas por las fuerzas progubernamentales. Soleimani está al mando de la 4.ª División Mecanizada del Ejército Árabe Sirio, así como también de Hezbolá, milicias chiíes iraquíes, así como voluntarios iraníes y afganos. Los avances del bando leal en el sur de la ciudad fueron atribuidos en gran medida a los mandos iraníes.

## Preparaciones
Los orígenes de la planificación de la ofensiva en Alepo se remontan a la visita de Qasem Soleimani a Moscú, en julio de 2015. El general Soleimani fue enviado a siria por órdenes de Alí Jamenei, líder supremo de la República Islámica de Irán, para discutir con sus contrapartes rusos la posibilidad de una intervención en el conflicto.
Un mes antes de iniciarse la ofensiva de Alepo, el ejército lanzó otro operativo al este de la ciudad en un intento de levantar el sitio de dos años a la Base Aérea de Kuweires.
El general Qasem Soleimani viajó de la Gobernación de Latakia, al noroeste del país, hacia el distrito de Al-Safira, al sur de Alepo, con el objeto de supervisar personalmente la primera fase de la ofensiva a gran escala en las Montañas Azzan. Soleimani no viajó solo a Aleppo, fue escoltado por un convoy de vehículos blindados y grandes cantidades de milicianos chiitas iraquíes. Estos milicianos tenían la tarea de llevar a cabo las operaciones previstas alrededor de la Gobernación de Alepo. Suleimani viajó a Siria en la noche de 12 octubre, para reunirse con asesores iraníes y rusos que coordinaban las operaciones de gran escala en las áreas rurales de Alepo. Esta vez fue acompañado por seis oficiales de alto rango de los Cuerpos de la Guardia Revolucionaria Islámica.

## Desarrollo

### Ofensiva gubernamental
A las 10 de la mañana de 16 de octubre, la coalición compuesta por el Ejército, Hezbolá, las Fuerzas de Defensa Nacionales (FDN) y las Brigadas Ba'ath, lanzaron su ofensiva al sur Alepo tras casi un año de inactividad a lo largo de las áreas rurales en las Montañas Azzan. Según informes de campo de la capital provincial, las Fuerzas Armadas Sirias y Hezbolá capturaron cuatro posiciones a los grupos rebeldes Jabhat Al-Shamiyah, Harakat Ahrar Al-Sham, y el Ejército Libre Sirio (ELS), causando bajas durante su avance en los campos al sur de la ciudad.
El 17 de octubre, las fuerzas progubernamentales capturaron los pueblos de Abtin, Al-Waddihi y Qala'en Al-Najam. Ese mismo día capturaron una base militar y los campos adyacentes. Más tarde ese día, fuerzas de gobierno avanzaron hacia Al-Shughaydilah y aseguró el eje Abtayn-Tal Shaghib, cerca de la autopista Khanaser-Ethria.re
El 18 de octubre, fuerzas de gobierno capturaron el pueblo de al-Wadihi. Así, el ejército tenía bajo su control los pueblos de al-Wadihi, al-Sabqiyya, Ebtin, Tal al-Shahid y Kdar. Al mismo tiempo, era incierto quién controlaba el pueblo de al-Shughaydilah tras un contraataque rebelde. El contraataque fue ejecutado por Brigadas Revolucionarias al-Sham y la 13.ª División 13 del ELS, siendo esta últimafinanciada por la CIA. En sus vídeos se ve cómo varios de sus combatientes destruyen un BMP-1 y un bulldozer con un BGM-71 TOW.
El 19 de octubre, fuerzas de gobierno capturaron tres colinas: al-Snobrat, al-Mahruqat y al-Syriatel. El comandante del grupo rebelde Harakat Nour al-Din al-Zenki fue abatido en un combate ese día Desde el principio de la ofensiva, el Ejército perdió al menos 11 vehículos blindados como consecuencia de ataques con misiles TOW, se acuerdo al Observatorio Sirio para los Derechos Humanos. También, el ELS recibió más armas y municiones el fin de semana, incluyendo más misiles TOW y morteros, según declaró Issa al-Turkmani, un portavoz de las Brigadas Turcomanas Sirias. También se reportó que Arabia Saudí entregó más de 500 misiles TOW a los rebeldes ese fin de semana. Otras fuentes, sin embargo, declararon que la cantidad de misiles era insuficiente, ya que luego de ser distribuidos entre los distintos grupos, cada uno quedaba con uno o dos proyectiles nada más.
El 20 de octubre, un oficial del ELS declaró que "las pérdidas en ambos bandos son significativas y el avance de las fuerzas del gobierno es muy lento. Entretanto, decenas de miles de personas huyeron de los campos al sur de Alepo. El 21 de octubre, fuerzas de gobierno tomaron control de Al-Sufayrah, Al-Huwayz y Al-Qarassi.
La mañana siguiente, el 22 octubre, fuerzas de gobierno, respaldadas por milicias chiitas, continuaron su avance y capturaron Balas, Kafr ‘Abid, Ghayghan, Tal Maflass y Al-Ayoubi (incluyendo sus granjas circundantes). Para este momento, se estimaba que las fuerzas gubernamentales habían perdido 15 vehículos desde que se inició la operación.

### Entrada del Estado Islámico de Irak y el Levante y contraataques rebeldes
El 23 de octubre, el Estado Islámico de Irak y el Levante lanzó un ataque en la autopista Khanaser-Ethria (La principal ruta de abastecimiento del gobierno entre Hama y Alepo), después de detonar dos coches bomba y capturó un tramo de 6 kilómetros de la carretera. Posteriormente, fuerzas de gobierno recapturaron parte del tramo perdido. Los enfrentamientos que tuvieron lugar en las 24 horas posteriores a este ataque se cobraron la vida de 28 terroristas y 21 soldados. El ataque parece haber sido planeado para coincidir con una ofensiva rebelde al este de la ciudad para aumentar sus probabilidades de éxito Ese día, 24 rebeldes (Incluyendo el líder militar de los Batallones Thwar al-Sham y un comandante del Ejército de Mujahedeen) fueron abatidos en el del sur Alepo, mientras un portavoz rebelde declaró que el ejército había perdido 21 vehículos hasta ese momento. Al final del día, los rebeldes retomaron al-Hamra, mientras fuerzas de gobierno recapturaron la mayor parte de la autopista Khanaser-Ethria.
El 24 de octubre, fuentes de Ejército informaron que habían recapturado las afueras de Ithriyah. Aun así la ruta de abastecimiento principal a Aleppo permanecía cortada. Ese día, otro líder del Harakat Nour al-Din al-Zenki fue abatido en combate. Por otra parte, dos comandantes del ELS y uno de las FDN fueron heridos en combates en las afueras de la ciudad. El número de soldados abatidos en la autopista alcanzó 43. Al final del día, el EI lanzó un ataque en los suburbios orientales de la ciudad de Aleppo, capturado Tal Reeman y Al-Salihiyah.
El 25 de octubre, los rebeldes atacaron, capturaron y finalmente perdieron la estratégicamente importante planta de cemento ubicada a las afueras del vecindario de Sheikh Saeed, en Alepo. En estos enfrentamientos resultaron abatidos catorce soldados el EAS y 10 rebeldes. Entretanto, fuerzas de gobierno recapturaron dos puntos de control en la autopista Khanaser-Ethria, antes de que una tormenta de arena obligara a detener todas las acciones de guerra en Alepo. Según el OSDH, el Estado Islámico mantuvo bajo su control varias partes de la carretera, manteniendo bloqueada la ruta de abastecimiento principal a Alepo.
El 26 de octubre, el EI volvió a atacar la autopista Khanaser-Ethria, capturando un punto de control y abatiendo a ocho soldados del gobierno en el proceso. Entretanto, los rebeldes recapturaron la colina de TellHamiriyyeh y las granjas de Khalsa, en las áreas rurales del sur de Alepo. Al día siguiente, el EI atacó la ciudad estratégica de As-Safira, al sureste de Alepo, después de detonar cuatro coches bomba es en el área. Más tarde, el EI capturó "posiciones militares claves" cerca del pueblo de Tel Aran. El Estado Islámico también atacó varios vecindarios al norte de As-Safira, pero fueron expulsados tras la llegada de refuerzos el EAS. Más tarde ese día, fuerzas de gobierno recuperaron sus posiciones en el área de as-Safira.
El 28 de octubre, el EI recapturó la ciudad de Jabboul. Trataron también de capturar Al-Aziziyah, pero fueron repelidos pos las fuerzas gubernamentales. Se estima que el EI sufrió 50 bajas ese día. Bombarderos rusos atacaron puestos de mando rebeldes en las áreas rurales de Alepo, matando a al menos 7 militantes ese día.

### Nuevos avances del gobierno
El 30 de octubre, fuerzas de gobierno recapturaron la colina de Tal Ithriya, cerca de la autopista Khanaser-Ethria. El ejército sirio también rechazó ataques islamistas en Sheikh Hilal y Al-Sa'un. Según las mismas fuentes, el Ejército llevó a cabo una misión exitosa cerca la ciudad de Khan Touman y capturó las granjas localizaron entre las ciudades estratégicas de Khan Touman y Qarass, en del sur Alepo. Al día siguiente, el Ejército Sirio y sus aliados capturaron los pueblos de Jamaymah y Maryameen, en las áreas rurales del sur de Alepo.
El 1 de noviembre, fuerzas de gobierno continuaron su avance a través de los campos del sur Aleppo, capturando el pueblo Tal Dadeen y su estratégica colina, y el pueblo de Khirbat Al-Shalash. Como consecuencia de estos avances, los rebeldes presentes en las aldeas aledañas se retiraron para reagruparse en su baluarte ubicado en Al-Hadher. Por otra parte, el ELS capturó las colinas de al-Hobaz, al-Jamia y al-Qarasi. Más tarde ese día, un estado de confusión de apoderó de la zona cuando diversos grupos rebeldes empezaron a reclamarse el control de algunos pueblo. Activistas locales negaron que los islamistas y el ELS tuvieran control total sobre Tal Huwayz y Al-Qarasi, mientras otros grupos declararon que estaban luchando también por el control de Al-Waddihi (Un pueblo que se encuentra entre Tal Huways y Al-Qarasi). El ELS no pudo capturar Al-Waddihi, pero en su infructuoso intento lograron destruir un tanque y un Shilka del EAS, los cuales estaban aparcados a las afueras de la ciudad, cuidándola.
El 2 de noviembre, el tropas gubernamentales también tomaron al-Shughaydilah y la ciudad de Hadidi, y se acercaon a la ciudad estratégica de Al-Hadher. Además, hubo avances dentro de la ciudad de Kafr Haddad. Más tarde, el Ejército Sirio y Hezbolá capturaron la entrada oriental de la ciudad Al-Hadher después de intensos combates con militantes islamistas y ELS. Ese mismo día, el EI capturó el pueblo de Ta'anah y su colina tras combates con las tropas el EAS. Al final del día, los rebeldes habían capturado partes de Jabal al-Banjira.
El 3 de noviembre, las fuerzas gubernamentales recuperaron Al-Ta'anah, a la vez que también repelían un gran ataque del EI en Tal-Arn fue repelido. Al día siguiente, el 4 de noviembre, las tropas sirias recuperaron el control sobre la estratégica autopista Khanasser-Ithriya tras de 12 días de enfrentamientos con el EI, matando a 7 milicianos del grupo ese día. Ese mismo día, mientras de retiraban hacia al-Tabaqa, un enorme convoy de Daesh fue atacado por bombarderos rusos, causando más de 50 muertos entre las filas de la organización yihadista.
El 5 de noviembre, los rebeldes retoman Telat al-Maqbara y Telat al-Saru. El 6 de noviembre, el Ejército sirio captura la aldea de Kafr Haddad.
El 8 de noviembre, las fuerzas del gobierno capturaron Tal Mamou, al-Aziziya y Laylat (Al sur de Al-Hadhir). Más tarde, los rebeldes retomaron brevemente el pueblo de Talaylat antes de ser expulsados por un ataque del Ejército Sirio y sus aliados, lo que permitió la reanudación del avance hacia la ciudad de Al-Hadhir. El 9 de noviembre, los rebeldes retoman posiciones en Talaylat y al-Aziziya.
El 10 de noviembre, las fuerzas gubernamentales recuperaron la aldea de Aziziya. Además, las fuerzas del gobierno capturaron a los pueblos de Makahlah, Um Tawous y Kherbet al-Mahal. Los rebeldes recuperaron una serie de granjas alrededor de Al-Hadhir más tarde ese día.
El 11 de noviembre, los rebeldes retoman Kherbet al-Mahal y partes de Tam al-Kosa.
El 12 de noviembre, las fuerzas del gobierno capturaron a los pueblos de Musharfah Al-Murray y Tal Al-Arba'een después de fuertes enfrentamientos con los rebeldes. Más tarde, las fuerzas gubernamentales tomaron el control del baluarte rebelde de Al-Hader, al sur de la ciudad de Alepo, y el pueblo de al-Eis y sus inmediaciones. Cuatro tanques fueron destruidos por baterías TOW de los rebeldes ese día. El mismo día, las fuerzas del gobierno capturaron a los pueblos de Khirbat al-Muhal y Tal Bajjar.